# 애플 IIc

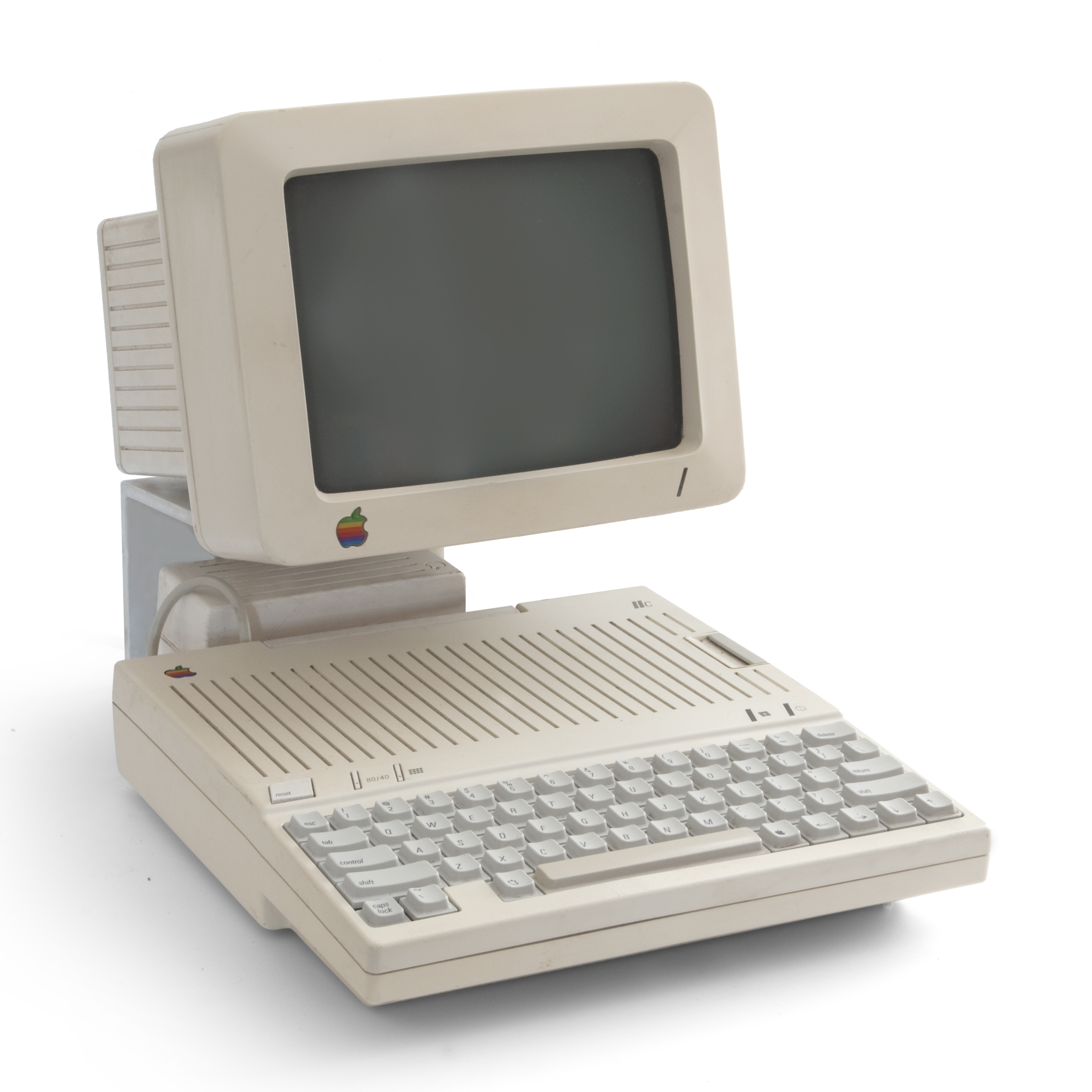
애플 IIc

애플 IIc(Apple IIc)는 애플이 오리지널 매킨토시(매킨토시 128K) 출시 직후 선보인 개인용 컴퓨터이다. 애플 II 시리즈 컴퓨터의 소형 휴대용 버전이었다. IIc는 플로피 디스크 드라이브와 키보드가 내장되어 있으며 종종 모니터와 함께 판매되기도 했다. 이름의 c는 컴팩트(compact)를 의미하며, 이는 더 작은 노트북 크기의 하우징에 플로피 드라이브를 집어넣은 완전한 애플 II 컴퓨터 구성이라는 사실을 나타낸다. 다양한 소프트웨어 및 주변 장치와 호환되었다.
애플 IIc는 메인 로직 보드에 통합된 새로운 후면 주변 장치 확장 포트를 특징으로 했지만 이전 애플 II 모델의 내부 확장 슬롯과 마더보드에 직접 액세스할 수 있는 기능이 부족했다. 확장 슬롯이 없었기 때문에 원래의 매킨토시와 같은 폐쇄형 시스템이었다. 애플은 애플 IIc를 이러한 방식으로 판매할 의도를 갖고 있었다. 즉, 상자에서 꺼내 바로 사용할 수 있는 가전제품에 더 가깝고 이전 애플 II 모델에 비해 사용하는 데 필요한 기술 전문 지식이 덜한 것이다.
기술적으로 애플 IIc는 대부분 작은 케이스의 애플 IIe였다. 애플 IIc의 무게는 3.4kg(7.5파운드)에 불과했다. 그 뒤를 이어 애플 IIc 플러스가 출시되었다.

## 같이 보기
- 애플 II
- 애플 IIc 플러스
- 애플 IIe
- 애플 IIGS